# República Popular da Ucrânia Ocidental
República Popular da Ucrânia Ocidental (em russo: Западно-Украинская народная республика; em ucraniano: Західно-Українська Народна Республіка, transl.: Zahidno-Ukrainka Narodnaya Respublika - ZUNR) foi um Estado ucraniano autoproclamado que existiu desde o final de 1918 até o início de 1919 nos territórios do antigo Império Russo e do antigo Império Austro-Húngaro, que deixou de existir após a Primeira Guerra Mundial e a revolução na Rússia. A capital foi primeiro em Lviv, depois em Ternopil (de novembro de 1918 a janeiro de 1919), depois em Stanislaviv (hoje Ivano-Frankivsk).

## Demografia
A população dentro do território ao qual a ZUNR esperava estender seu controle em 1910 era de cerca de 5,4 milhões de pessoas, incluindo cerca de 60% de ucranianos e rutenos, cerca de 25% poloneses, cerca de 12% judeus, além de alemães, tchecos e representantes de outras nacionalidades.
Na capital Lviv, os ucranianos representavam 22% da população, enquanto os poloneses e judeus representavam mais de 60% da população. Portanto, Lviv há muito é considerada uma das cidades polonesas mais importantes. Nesse sentido, o conflito entre a ZUNR e a Polônia era inevitável.

## Símbolos
O brasão do ZUNR era um leão dourado em um campo azul, olhando para o lado heráldico direito. A bandeira consistia em duas faixas horizontais de azul e amarelo.

## Política linguística
Apesar do curto período de existência da ZUNR, suas autoridades conseguiram adotar diversos regulamentos visando a ucranização. Em fevereiro de 1919, o Conselho Nacional Ucraniano adotou duas leis que declaravam todas as escolas (públicas, secundárias, ginásios e outras) como escolas estatais, e o ucraniano como língua de instrução. O ucraniano também foi declarado a língua oficial. Em março de 1919, foi emitida uma instrução estipulando que apenas os cidadãos que falassem ucraniano podem servir em órgãos estatais. As minorias nacionais receberam garantias de liberdade de apelo às instituições estatais em sua língua nativa, bem como o direito de estudar nela. O ensino obrigatório da língua alemã foi cancelado em todas as escolas primárias e foi introduzido o ucraniano obrigatório (nas escolas de minorias nacionais a partir da 3ª série).

## História

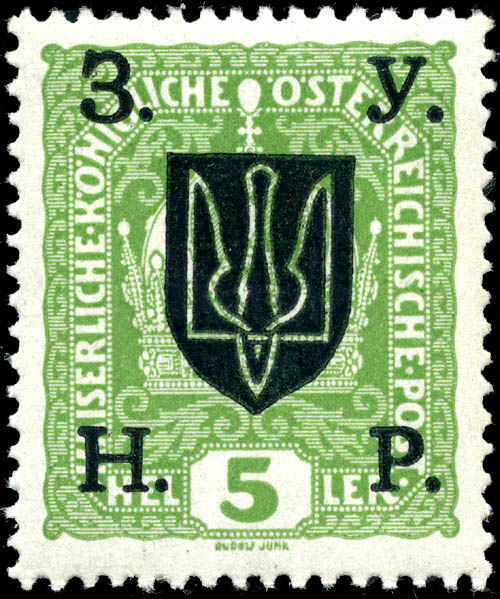
Impressão sobreposta da República Popular da Ucrânia Ocidental em selo austríaco de 1919 com valor nominal de 5 hellers.

Antes da Primeira Guerra Mundial, uma parte significativa das terras ucranianas fazia parte da Áustria-Hungria. Após a derrota da Áustria-Hungria e da Alemanha na Primeira Guerra Mundial, começou a desintegração da Áustria-Hungria. Em 7 de outubro de 1918, o Conselho de Regência em Varsóvia anunciou um plano para restaurar a independência da Polônia e, em 9 de outubro, os deputados poloneses do parlamento austríaco decidiram unir as antigas terras da Comunidade Polaco-Lituana, incluindo a Galícia, na Polônia. Em resposta a isso, no dia seguinte (10 de outubro), a facção ucraniana liderada por Yevhen Petrushevich decidiu convocar o Conselho Nacional Ucraniano, o Parlamento dos Ucranianos da Áustria-Hungria, em Lviv. Este Conselho foi criado em 18 de outubro. Petrushevich, que, no entanto, fazia trabalho diplomático em Viena, era considerado seu presidente. De facto, os trabalhos foram realizados in loco pela delegação galiciana do conselho, chefiada por Kost Levitsky. O Conselho proclamou como objetivo a criação de um Estado ucraniano no território da Galícia, Bucovina e Transcarpática. O apoio do Conselho foram as unidades nacionais ucranianas das Forças Armadas da Áustria-Hungria, os regimentos dos Fuzileiros Sich. Ao mesmo tempo, os poloneses, que representavam 25% da população dos territórios disputados, mas que estavam acostumados a considerar toda a Galícia como terra polonesa, esperavam sua anexação à Polônia. Criado em Cracóvia, a comissão de liquidação polonesa (para as regiões polonesas do império) pretendia se mudar para Lvov e lá proclamar a adesão à Polônia revivida das províncias polonesas da Áustria-Hungria (Pequena Polônia e Galícia).
A proclamação do Estado ucraniano estava marcada para 3 de novembro. No entanto, as notícias sobre os planos da comissão de Cracóvia obrigaram os ucranianos a se apressar.
Na noite de 11 de novembro de 1918, unidades dos Fuzileiros Sich proclamaram a autoridade do Conselho Nacional Ucraniano em Lviv, Stanislavov, Ternopil, Zolochiv, Sokal, Rava-Ruska, Kolomyia, Snyatyn e Pechenezhyn. Ao mesmo tempo, uma revolta dos poloneses começou em Lvov.
O governador austríaco em Lvov entregou o poder ao vice-governador Volodymyr Detskevich, que foi reconhecido pelo Conselho Nacional Ucraniano. Em 3 de novembro, o Conselho Nacional Ucraniano emitiu um manifesto sobre a independência da Galiza. O Conselho Nacional Ucraniano adotou uma declaração sobre a criação de um Estado ucraniano no território da Galícia, Bucovina e Transcarpática (embora na realidade o poder da ZUNR nunca tenha sido estendido a toda a Galícia Oriental, nem ao território da Transcarpática e Bucovina).
Em 1º de novembro de 1918, a Guerra Polaco-Ucraniana começou com um levante armado de formações ucranianas em Lviv . Em 6 de novembro, os poloneses, que compunham a maioria da população de Lvov e não queriam fazer parte de nenhum outro Estado que não fosse o polonês, já controlavam mais da metade da cidade. Em uma situação tão turbulenta, em 13 de novembro de 1918, a ZUNR foi proclamada e seu governo foi criado, a Secretaria de Estado, chefiada por Konstantin Levitsky. No mesmo dia, foi criado o Exército Galiciano.
Em 21 de novembro, as tropas polonesas tomaram Lviv e a liderança do ZUNR foi forçada a fugir para Ternopil. A posição da jovem república era muito precária, em 1º de novembro, as tropas romenas entraram na capital da Bucovina, Chernivtsi, na qual em 6 de novembro o poder passou para o Comitê Regional da Conselho Nacional Ucraniano, e em 15 de janeiro de 1919, a capital da Transcarpática, Uzhgorod, foi ocupada por tropas checoslovacas.
De 22 a 25 de novembro de 1918, foram realizadas eleições para 150 membros do Conselho do Povo Ucraniano, que deveria atuar como órgão legislativo. Quase um terço dos assentos foram reservados para minorias nacionais (principalmente poloneses e judeus). Os poloneses boicotaram as eleições, ao contrário dos judeus, que representavam quase 10% dos deputados.
Em 1º de dezembro de 1918, os delegados da República Popular da Ucrânia Ocidental e da República Popular da Ucrânia assinaram um acordo na cidade de Fastov sobre a unificação dos dois Estados ucranianos.
Em 3 de janeiro de 1919, teve início a primeira sessão da Conselho Nacional Ucraniano (em Stanislavov), na qual foram confirmados os poderes presidenciais de Yevgen Petrushevich. Assim, ele se tornou o Chefe de Estado. Além disso, foi ratificado o acordo de fusão com a República Popular da Ucrânia.
Em 4 de janeiro, foi estabelecido o governo permanente da ZUNR, chefiado por Sidor Golubovich.
Em 21 de janeiro, na cidade transcarpática de Khust, foi realizado o Congresso Popular Transcarpatiano, no qual foi eleito o Conselho Popular Central Ucraniano e foi adotada uma declaração sobre a adesão da Transcarpátia à República Popular da Ucrânia, embora não tenha havido adesão real.
Apesar da guerra, ZUNR tentou manter a estabilidade do sistema administrativo austríaco pré-guerra, usando profissionais ucranianos e poloneses. Foram adotadas as leis pela ZUNR, segundo as quais as terras dos grandes latifundiários eram confiscadas e divididas entre os camponeses sem terra. Além disso, na primavera de 1919, cerca de 100.000 soldados foram mobilizados, mas devido à falta de armas, apenas 40.000 deles estavam prontos para participar das batalhas.
Em 22 de janeiro de 1919, a unificação da República Popular da Ucrânia Ocidental com a República Popular da Ucrânia (Ato de Zluka) foi solenemente anunciada em Kiev. A ZUNR deveria se tornar parte da República Popular da Ucrânia com base em ampla autonomia, pelo que foi renomeada como "Região Ocidental da República Popular da Ucrânia" (em russo: Западную область Украинской Народной Республики, translit.: Zapadnuyu Oblast' Ukrainskoy Narodnoy Respubliki - ZOUNR).
Ao mesmo tempo, o Exército galiciano fez uma campanha na Transcarpátia (14 a 23 de janeiro de 1919), mas foi derrotado pelos tchecos.
Em 16 de fevereiro, o Exército galiciano iniciou a "Operação Volchukhov" para cercar o grupo do Exército polonês que controlava Lvov. Em 18 de março, a operação falhou e os próprios poloneses lançaram uma ofensiva a leste da ZOUNR.
Devido à difícil situação da República, em 9 de junho, o Governo Golubovich renunciou aos seus poderes, e todo o poder passou para Yevgeny Petrushevich, que recebeu o título de Ditador.
No início de junho de 1919, quase toda a ZOUNR estava ocupada pela Polônia, Romênia e Tchecoslováquia. O Exército galiciano controlava apenas a margem direita do Rio Zbruch, fronteira oriental entre a ZOUNR e a República Popular da Ucrânia. Em 7 de junho, o Exército galiciano lançou a "Ofensiva de Chortkiv", com a qual as tropas da ZOUNR avançaram perto de Lvov e Stanislavov em 24 de junho e ocuparam Ternopil. No entanto, em 28 de junho, a contra-ofensiva polonesa começou e, em 16 de julho, o Exército galiciano foi rechaçado às suas posições a partir de 7 de junho. Começou uma evacuação apressada do Exército galiciano para a margem esquerda do Zbruch e, assim, em 18 de julho de 1919, o Exército galiciano perdeu completamente o controle do território da ZOUNR. Parte das tropas derrotadas fugiu para a Tchecoslováquia, onde ficou conhecida como "Brigada Ucraniana", mas a parte principal do Exército, com cerca de 50.000 combatentes, cruzou o território da República Popular da Ucrânia. No final de 1919, Petrushevich denunciou a Lei Zluka. Logo seu governo mudou-se da Romênia para Viena.
Em 21 de abril de 1920, a Polônia e a República Popular da Ucrânia concordaram que a fronteira deveria correr ao longo do Rio Zbruch. Na verdade, porém, Petliura naquele momento não representava mais uma força independente e só poderia existir com o apoio polonês. Com o desaparecimento daquela dois meses depois (com a derrota dos poloneses na Ucrânia), a República Popular da Ucrânia finalmente deixou de existir. Como resultado da derrota do Exército Vermelho perto de Varsóvia e Zamosc na guerra contra a Polônia na segunda metade de 1921, quase todas as terras da antiga ZUNR permaneceram na Polônia, exceto aquelas que antes faziam parte da Tchecoslováquia e da Romênia.
A Liga das Nações, em sua decisão de 23 de fevereiro de 1921, reconheceu que a Galícia Oriental estava sob ocupação militar polonesa e condenou a política anti-ucraniana da liderança de Varsóvia. Porém, já em 1923, primeiro o Conselho de Embaixadores da Entente, e depois a Liga das Nações, reconheceram sem reservas a entrada das terras galicianas na Polônia. Nesse sentido, Yevgeny Petrushevich em maio de 1923 dissolveu o governo da ZUNR no exílio e liquidou missões diplomáticas e missões no exterior.

## Economia

### Moeda
A ZUNR não tinha moeda própria, mas usava notas da coroa austro-húngara. Após o ato de fusão com a República Popular da Ucrânia, as coroas em circulação foram impressas com a denominação em hryvnia.
Além disso, de 1914 até o fim da existência do ZUNR, várias cidades (Lviv, Chernivtsi, Mukachevo, Berehove, etc.) emitiram suas notas locais com denominação em coroas (hellers), hryvnias ou marcos poloneses. O texto sobre eles foi feito, dependendo da política das autoridades locais, em alemão, polonês, ucraniano, russo, iídiche ou húngaro.